# Fontarcada (Póvoa de Lanhoso)
Pour les articles homonymes, voir Fontarcada.

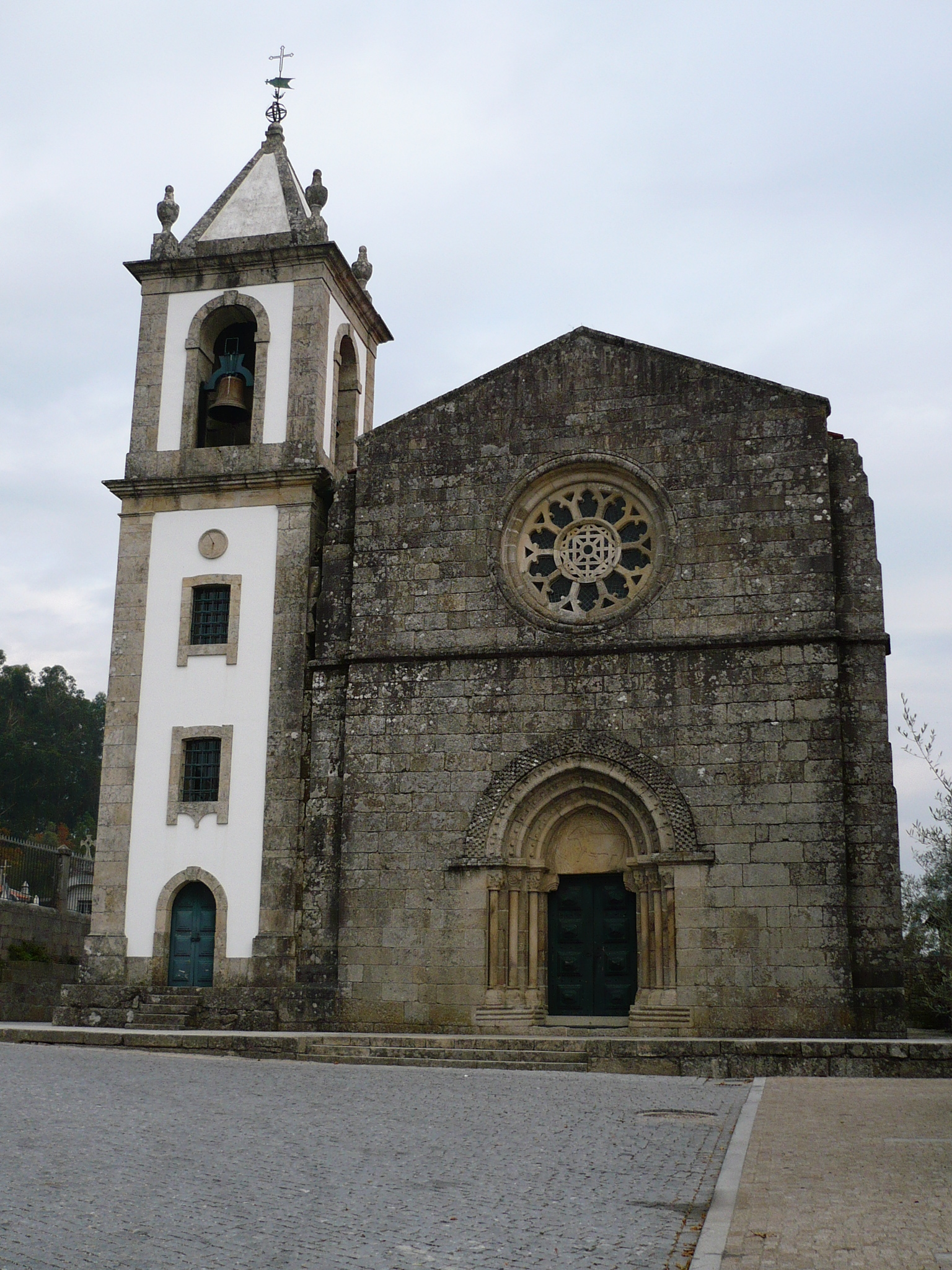
Église de Fontarcada

Fontarcada est une paroisse (freguesia) portugaise de la municipalité de Póvoa de Lanhoso dans le District de Braga.
- Surface : 5,60 km2
- Population : 1 362 habitants (2001)
- Densité : 243,2 hab/km2

Maria da Fonte, symbole des révoltes populaires qui secouèrent le Portugal au XIXe siècle serait originaire de ce village.

## Patrimoine
- Église de Fontarcada